# 66 Orionis
66 Orionis är en gul ljusstark jätte i stjärnbilden Orion.
66 Orionis har visuell magnitud +5,62 och är svagt synlig för blotta ögat vid god seeing. Den befinner sig på ett avstånd av ungefär 4730 ljusår.